# Raoul Bruni
Raoul Bruni (ur. 17 lutego 1979 we Florencji) – italianista, literaturoznawca, profesor uczelni na Uniwersytecie Kardynała Stefana Wyszyńskiego.
W 2008 uzyskał stopień doktora nauk językoznawczych, filologicznych i literackich (specjalność italianistyka) na Uniwersytecie w Padwie, w 2019 nadano mu stopień doktora habilitowanego. Znawca twórczości Loepardiego, szerzej zajmuje się krytyką literacką oraz literaturą włoską XIX-XXI wieku.

## Książki

### Monografie
- Il divino entusiasmo dei poeti. Storia di un topos, Turyn, Aragno, 2010
- Da un luogo alto. Su Leopardi e il leopardismo, Florencja, Le Lettere, 2014

### Edycje tekstów źródłowych
- Giovanni Papini, Opera prima, Genua, San Marco dei Giustiniani, 2008
- Giovanni Papini, Cento pagine di poesia, Macerata, Quodlibet, 2013
- Giuseppe Rensi, Su Leopardi, Turyn, Aragno, 2018
- Adriano Tilgher, La filosofia di Leopardi e altri scritti leopardiani, Turyn, Aragno, 2018
- Giovanni Papini, I racconti, Florencja, Clichy, 2022